# Tiszaásványi Református Egyházközség
A Tiszaásványi Református Egyház a Kárpátaljai Református Egyház Ungi Református Egyházmegyéjéhez tartozik.

## Az egyházközség története
Tiszaásvány birtokosai a Horváthok és báró Balassák a reformáció mellé álltak, így alattvalóik is követték uraikat.
Báró Vécsey Ferenc földbirtokos adományozott a református egyházközség részére két darab szántóföldet, ahol majd a templom és a parókia épül fel. Anyaegyházzá alakulásakor csak imaháza volt a református gyülekezetnek. 1796-ban építettek templomot a hívek. Ez egy egyszeri fagerendákból összerótt paticsfalu templom volt. 1826-ban ezt a templomot az eredeti építési helyéről beljebb tették. Ekkor valószínűleg át is lett építve a templom.
Szintén 1796-ban épült a különálló gerendákból összerótt torony, amely egyetlen vasszeg és mindenféle vas nélkül készült. A templom egész mennyezete deszkából volt. 100x50 cm-es mezőkre felosztva. Minden mezőn más-más magyar motívumú virágmintás festmények voltak találhatók. Ezeknek, a díszítéseknek a készítője ismeretlen, a hagyomány szerint egy bujdosó mester műve volt. Ezt a régi templom 1922-ben bezárták, mivel életveszélyesnek nyilvánították. Egy ideig a parókián tartották az istentiszteletek, majd pedig az állami iskolában. 1927-ben ezt a mennyezetet, valamint a fatornyot is a műemlékvédő bizottság utasítására Kassára szállították, a Kelet-Szlovenszkói Múzeumba. 1928-ban a templomot teljesen lerontották Az 1930-as években a gyülekezet tervbe vette egy új templom építését, amit 1937 májusában kezdtek meg. A templom tornyára a gomb felhúzás 1937. november 21-én történt Farkas János bádogos mester által.
A templomnak egy 75 kilogrammos harangja van. Matolay Pálné öntette egyik családtagja halálának emlékére.
1838-ban a gyülekezet régi parochiális telkét, amely távol esett a templomtól, szigeti Szerentsy István főispán és referendárius egyik jobbágy telkével cseréli ki. Ezen a telken, amely a templom tőszomszédságában volt, épül fel az új lelkészlakás. 1948 után a kommunista államhatalom elvette a parókiát és abban állami óvodát nyitottak. Az egyházközség csak 2005 novemberében kapta vissza az épületet.

## Külső hivatkozások
- Tiszaásványi református Egyházközösség
- Kép a református templomról
- Parókia - a református portál